# Hospital i llars de la Santa Creu
L'Hospital i llars de la Santa Creu és una obra neoclàssica de Tortosa inclosa a l'Inventari del Patrimoni Arquitectònic de Catalunya. És un edifici civil de planta rectangular, irregular per al conjunt del recinte i també rectangular per a la major part de les edificacions, tant les antigues com les modernes.

## Descripció
Cal centrar l'atenció en l'edifici més antic del conjunt de l'Hospital, el situat al mateix carrer Beneficència, una mica més amunt del noviciat de les Germanes de la Consolació. De planta i organització de façana principal pràcticament simètrica, té un cos central, on es troba la porta principal, flanquejat a banda i banda per dos cossos més petits que emmarquen dos patis interiors. La preeminència de valors queda explicada a la perfecció de la façana principal: el cos central consta de planta baixa i pis, tots dos de les mateixes dimensions, i un altre pis, de dimensions molt reduïdes, queda situat al centre mateix de l'eix central de simetria. Els cossos laterals tenen planta baixa, de la mateixa alçada que la del cos central, i un pis, més baix que el del cos central, tots amb teulada predominant a doble vessant. El cos central concentra la reduïda ornamentació: esquemàtiques pilastres i balcó amb arc de mig punt més cornisa al primer pis, i un frontó al superior.

### Antiga capella
Resta del mur lateral esquerre (costat de l'Evangeli) de la capella, afegit com a prolongació al cos dret de la façana principal de l'Hospital. La seva superfície es troba dividida en quatre registres verticals.
Els tres primers, des dels peus, presenten arcs de mig punt separats els uns dels altres per pilastres de línies molt simples i esquemàtiques. Aquests arcs emmarquen uns petits espais on es trobaven, probablement, els altars de la capella (la seva planta, rectangular, té la mateixa profunditat que l'intradós de l'arc), amb una fornícula, també d'arc de mig punt, a vegades al centre de la seva paret. Damunt els arcs dels altars i connectant els suposats capitells de les pilastres, apareix una espècie de cornisament, també de perfils molt senzills. Aquesta ordenació del mur lateral dona una idea aproximada del tipus de capella existent en el seu moment (idea confirmada per les fotografies que s'observen): planta de nau única amb petites obertures a mode de capelles laterals entre uns probables contraforts de reduïda secció. El quart registre vertical del mur que encara es manté en peu presenta la superfície llisa, sense arcs de mig punt ni fornícules, probablement l'altar major de la capella. El campanar desaparegut va ser obra de R. Salas i Ricomà, segons consta al Ministeri de Cultura.

### Capella de l'Hospital
És una obra de Frederic Llorca i Mestre del 1982, un edifici religiós de planta rectangular, situat dins el recinte de l'Hospital i Llars d'Avis de la Santa Creu, al final del passeig de mossèn Valls, al costat mateix de la capella del noviciat de la Consolació.
La seva estructura és d'una gran senzillesa: una petita nau amb coberta a dues vessants, d'angle d'inclinació lleuger, que a la part de la capçalera es perllonga en un altre cos del mateix tipus, encara que de dimensions més reduïdes. Aquest cos intermedi dona pas a un altre, igual, però més petit que els dos primers. Així, lateralment, la capella ofereix un curiós efecte originat per la successió esglaonada dels tres cossos (a més de la sensació de bloc compacte per la manca d'obertures). La façana principal concentra la ornamentació exterior de l'edifici, en primer lloc dividint la seva superfície amb una estructura metàl·lica que és, en síntesi, la repetició en dimensions progressivament més petites, dels vessants de la coberta (també per la porta), i amb un mural relatiu a fets de les funcions de l'Hospital realitzat a les mateixes manises que cobreixen el mur.

## Història
Aquest hospital té els seus orígens en la casa de Beneficència edificada per Reial Ordre de l'1 de gener de 1796. Entre el 1808 i 1829 i el 1931 s'encarreguen del mateix les Filles de la Caritat de Sant Vicent. L'ajuntament de Tortosa proposa a les germanes de la Caritat, el 1849 que, com havien estat fent a Reus, s'ocupin de la ja anomenada Casa de Misericòrdia (asil provincial d'infants expòsits, orfes i invàlids) i així arriba la mare Maria Rosa Molas a la direcció del centre, que amb la seva empenta recupera un digne funcionament, ara com a Hospital de Beneficència, escola per a nens i, des del 1858, com a primera seu del primer noviciat de la Congregació de les Germanes de la Consolació. L'any 1925 sembla un any significatiu en la història de l'hospital, tal com assenyala la placa que centra el petit cos superior de la façana principal de l'edifici antic, encara que no sabem exactament quina és la seva transcendència específica. Ja després de la Guerra Civil es constitueix un patronat per a la seva direcció. La dècada dels 1960 marca la transformació progressiva de l'hospital, amb noves i modernes edificacions i amb la residència dels avis.

### Antiga capella
Aquesta resta correspon a la que fou fins al 1981-1982 la capella de l'Hospital de la Santa Creu, edificada probablement a finals del segle xix.
Cal recordar que la mare Maria Rosa Molas, directora d'aquest hospital durant bona part de la segona part del segle xix i fundadora de la congregació de les Germanes de la Consolació, escoltava missa i feia oració des d'un petit lloc elevat annexe a la capella que encara avui en dia existeix (dona al mur que resta en peu, mantingut potser per conservar aquest testimoni de la vida de la beata).
La capella fou enderrocada l'any 1982, quan s'inaugurà la nova capella situada al final del passeig de mossèn Valls.

### Capella de l'Hospital
Aquesta capella fou edificada per substituir l'antiga capella que s'aixecava al carrer Misericòrdia, al costat mateix de la façana principal de l'Hospital, la part més antiga del recinte que encara es conserva. La inauguració de la nova capella va suposar l'enderrocament de l'antiga, l'any 1982.